# Театр-цирк Машонкиных
Театр-цирк Машонкиных — театр Ростова-на-Дону.

## История
В XIX веке в центре Ростова-на-Дону находился большой участок земли, принадлежавший купцам Машонкиным, ограниченный Таганрогским проспектом (ныне — Будённовским), Сенной улицей (ныне — ул. Максима Горького) и Почтовым переулком (ныне — переулок Островского). В конце 1890-х годов на нём был построен деревянный цирк-театр, летний театр и одноимённое с ним кафе-шантан «Буфф». Деревянное здание имело ряд недостатков, самым существенным из которых была высокая огнеопасность, не позволявшая тогдашнему арендатору цирка М. Н. Злобину установить в здании «паровой котел для отопления и электрического освещения».
В начале XX века деревянное здание снесли, и на его месте 12 октября 1906 года был открыт Машонкинский театр, располагавшийся в каменном здании и вмещавший в себя до 1500 посетителей.  В 1920 году это зрелищное заведение стало называться «Большим театром», а вскоре после пожара в Асмоловском театре (к этому моменту он носил имя Луначарского) сюда перешла на работу его труппа и это стал главный театр Ростова-на-Дону. В 1931 году был опущен потолок, отремонтирован зрительный зал, механизирована театральная сцена. 1 октября 1935 года труппа «Большого театра» дала свой последний спектакль — пьесу А. Корнейчука «Платон Кречет» , после чего артисты переехали в новое здание, ныне известное как Драматический имени Горького. А с 1935 года и до начала Великой Отечественной войны в «Большом театре» работал Ростовский театр музыкальной комедии. Во время войны театр, основанный купцами Машонкиными, сгорел и уже не восстанавливался. В 1958 году на месте бывшего Машонкинского театра появилось действующее и в настоящее время здание Ростовского цирка.
Интересно, что в дни своего расцвета Театр Машонкиных  видел таких выдающихся актёров того времени, как: Константин Станиславский, труппа Мейерхольда, Анастасия Вяльцева, Николай Хмелёв, Книппер-Чехова и многие другие.